# Anton Kulikowski
Anton Andriejewicz Kulikowski (ros. Антон Андреевич Куликовский; ur. 4 marca 1982 w Moskwie) – rosyjski siatkarz, grający na pozycji przyjmującego. W sezonach 2006/2007 i 2007/2008 występował w polskim klubie AZS Politechnika Warszawska w Polskiej Lidze Siatkówki. Obecnie jest zawodnikiem rosyjskiego klubu Jarosławicz Jarosław.

## Kluby
- 2000–2002 – CSKA Moskwa
- 2002–2004 – MGTU Moskwa
- 2004–2006 – Gazprom Surgut
- 2006–2008 – AZS Politechnika Warszawska
- 2008–2009 – Fakieł Nowy Urengoj
- 2009–2010 – Zenit Kazań
- 2010–2011 – Fakieł Nowy Urengoj
- 2011–2012 – Ural Ufa
- 2012–     – Jarosławicz Jarosław